# Бурлаковское сельское поселение
Бурлако́вское се́льское поселе́ние — упразднённое муниципальное образование в Прокопьевском районе Кемеровской области. Административный центр — село Бурлаки.

## История
Бурлаковское сельское поселение образовано 17 декабря 2004 года в соответствии с Законом Кемеровской области № 104-ОЗ.

## Население
| 2010  | 2011  | 2012  | 2013  | 2014  | 2015  | 2016  |
| ----- | ----- | ----- | ----- | ----- | ----- | ----- |
| 3643  | ↘3633 | ↘3535 | ↘3499 | ↘3494 | ↘3425 | ↘3413 |
| 2017  | 2018  | 2019  |       |       |       |       |
| ↘3408 | ↘3362 | ↘3265 |       |       |       |       |

## Состав сельского поселения
| № | Населённый пункт | Тип населённого пункта       | Население |
| - | ---------------- | ---------------------------- | --------- |
| 1 | Бурлаки          | село, административный центр | 955       |
| 2 | Ивановка         | посёлок                      | 82        |
| 3 | Карагайла        | село                         | 1150      |
| 4 | Кутоново         | село                         | 223       |
| 5 | Пушкино          | посёлок                      | 143       |
| 6 | Севск            | посёлок                      | 658       |
| 7 | Старосергеевка   | село                         | 47        |
| 8 | Тихоновка        | посёлок                      | 385       |
| 9 | Ускат            | посёлок при станции          | 0         |